# Dusponera
Dusponera é um gênero de traça pertencente à família Arctiidae.